# Медвеже-Саньково
Медвеже-Саньково — анклав, що адміністративно відноситься до Брянської області Російської Федерації, оточений зі всіх сторін територією Добруського району Гомельської області Білорусі.
На території ексклаву є значні поклади крейди.

## Історія
Селища Саньково та Медвеже були засновані російськими переселенцями, які купили на початку XX століття землі в урочищах Медвежа Дубрава та Саніна Поляна площею близько 4,5 км² (454 га) у місцевого землевласника Швєдова.
1926 року при ліквідації Гомельської губернії ця територія була віднесена до Новозибковського повіту Брянської губернії РРФСР та включена в Добродіївську сільраду. Від ексклаву до кордону з Росією — близько 800 м складнопрохідних боліт.
Під час німецько-радянської війни жителі сіл пішли в партизани, а поселення були практично повністю знищені німецькими окупантами. В післявоєнний час кількість жителів ексклаву перевищувала 500 чоловік, але після Чорнобильської аварії територія виявилась однією з найзабрудненіших. На початку 1990-х в ексклаві проживало вже менше 100 чоловік. Згідно з розпорядженням Уряду РФ від 28.12.91 № 237-р, територія селища Саньково була віднесена до зони відчуження, де заборонялось не тільки проживання, але й будь-яка господарська діяльність.
В XXI столітті на території вже нема постійного населення; 1999 року ліквідовані й самі селища. Тим не менш ця територія як і раніше входить до складу Злинковського району Брянської області (Вишківське міське поселення).

Карта Добруського району

| Роки     | 1926 | 1979 | 1989 |
| -------- | ---- | ---- | ---- |
| Медвеже  | 159  | 95   | 49   |
| Саньково | 165  | 76   | 34   |